# Omerbegovača
Omerbegovača (en serbe cyrillique : Омербеговача) est un village de Bosnie-Herzégovine. Il est situé dans le district de Brčko. Selon les premiers résultats du recensement de 2013, il compte 1 155 habitants.

## Géographie
Le village est situé à la confluence de la rivière Zovičica et de la rivière Zmajevac, qui traversent toutes deux son territoire.

## Démographie

### Évolution historique de la population dans la localité
| 1948 | 1953 | 1961 | 1971 | 1981 | 1991 | 2013  |
| ---- | ---- | ---- | ---- | ---- | ---- | ----- |
| -    | -    | 613  | 540  | 847  | 895  | 1 155 |

|  |